# Dercas verhuelli
Tailed Sulphur, Dercas verhuelli là một loài bướm thuộc họ Pieridae, có màu vàng và trắng, được tìm thấy ở India.

## Hình ảnh

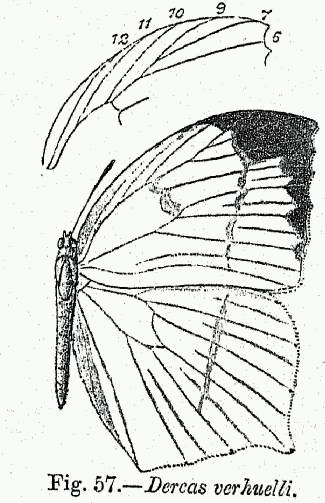
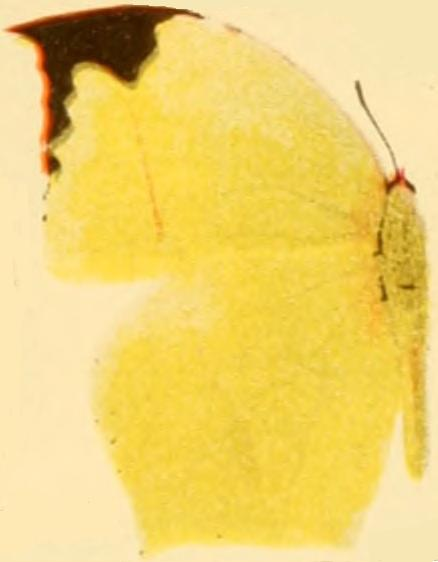
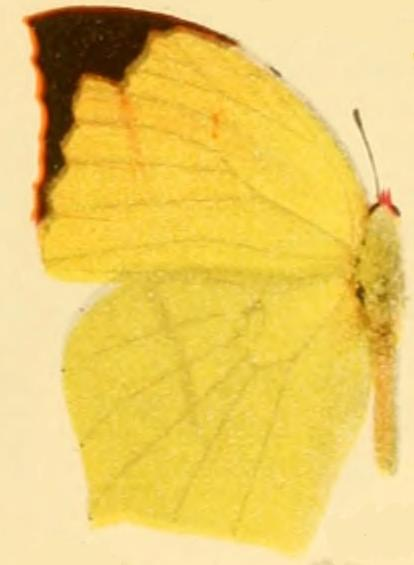